# Distrito naval de Maizuru
El Distrito Naval de Maizuru (府 鶴 鎮守 府 Maizuru chinjufu) fue uno de los cuatro distritos administrativos principales de la Marina Imperial japonesa de preguerra. Su territorio ocupaba toda la costa del Mar de Japón desde el norte de la isla de Kyūshū hasta el oeste de Hokkaidō.

## Historia
La importancia estratégica de la ubicación de Maizuru y su potencial de desarrollo en un puerto militar para operaciones ultramarinas en el Mar de Japón hacia Corea, Rusia e incluso China fue reconocida por la Armada Imperial Japonesa. En plena reorganización administrativa de la Armada en 1889, Maizuru fue designada como la sede del Cuarto Distrito Naval, y su puerto fue dragado, se construyeron rompeolas e instalaciones para que los buques pudiesen atracar.
Con la primera guerra sino-japonesa, el puerto fue reforzado con la adición de artillería costera pesada. Sin embargo, las bases navales en Sasebo y Kure fueron estratégicamente más convenientes para la Armada durante la propia batalla, y recibieron la mayor parte de la atención y financiación de la Armada. Pese a que las instalaciones de reparación naval y los astilleros del Arsenal Naval de Maizuru se abrieron en 1903, el terreno montañoso que rodea el puerto de Maizuru demostró ser un impedimento para la expansión, y el área languideció como una especie de remanso.
Esto continuó incluso durante la guerra ruso-japonesa, a pesar de la ubicación más conveniente de Maizuru en el centro de dicho conflicto. Durante el período de posguerra, estando Corea en manos japonesas, y que las amenazas de Rusia y China disminuyeron considerablemente, se desataron las contraposicones acerca del cierre de dicho puerto militar. Aunque Maizuru fue uno de los astilleros militares más grandes de Japón (especializado en la construcción de destructores), el Tratado Naval de Washington de 1923 , también redujo de manera considerable la demanda de construcción de buques de guerra, y sus instalaciones se mantuvieron en gran medida hasta 1936.
Con la Guerra del Pacífico, Maizuru se reactivó como un distrito de reclutamiento, capacitación y apoyo logístico. También fue la base de una de las Fuerzas de Aterrizaje Naval Especial de Japón y una Estación Aérea Naval. También fue la ubicación de la Academia de Ingeniería de la Armada Imperial Japonesa.

## Actualidad
El área hoy en día está ocupada en parte por instalaciones de la Fuerza de Autodefensa Marítima Japonesa, que ha conservado una parte de las puertas de ladrillo rojo originales y un par de edificios como museos conmemorativos.